# Prieuré Saint-Pierre de Rompon
L'abbaye Saint-Pierre, localement appelé « couvent des Chèvres », est une abbaye située au Pouzin, en France.

## Description
L'abbaye est en ruine : en subsistes d'importantes élévations, notamment tout le mur Sud de la nef - avec un escalier à vis - et d'importants éléments des trois absides.

## Localisation
L'abbaye est située sur la commune du Pouzin, dans le département français de l'Ardèche. Elle se trouve sur un plateau dominant le village, ainsi que le confluent entre la Drôme et le Rhône.

## Historique
Le plateau où se situe le prieuré est occupé à partir du Ve siècle par une importante forteresse rurale tardo-antique, dont les remparts entouraient  une surface de 5 ha. Il n'est pas impossible qu'une église ait existé dès cette époque à cet endroit. Le lieu est en tout cas cité dans la Charta vetus, ce qui semble indiquer la présence d'une église dès le VIIe siècle. En 977, grâce à une donation, l'église dédiée à saint Pierre devient un prieuré des bénédictins de Cluny.
En 1112, le prieuré est à la tête de huit paroisses (entre Le Pouzin au sud, La Voulte-sur-Rhône au nord et Privas à l'ouest), dont il reçoit les revenus  et compte alors un prieur et douze moines. L'église est rebâtie dans un style roman : ce sont ces ruines qui subsistent de nos jours.
Le prieuré est abandonné lors des guerres de Religion, au XVIe siècle. Il tombe en ruine. Son abside s'effondre en 1997.
L'édifice est inscrit au titre des monuments historiques en 1927.
Il est ensuite acquis par la société Lafarge Granulats qui le revendra en 2022.
Par la suite, il est menacé par l'expansion de carrières exploitées par l'entreprise Delmonico-Dorel.